# Blechträger
Als Blechträger werden im Stahlbau zusammengesetzte Vollwand- oder Hohlkastenträger aus Stahl (meist geschweißt, seltener geschraubt, früher oft auch genietet) bezeichnet. Im Gegensatz zu Walzträgern (Stahlträger aus Profilstahl), die aus einem Stück Stahl hergestellt werden, können die Abmessungen von Blechträgern (Blechstärken, Höhe der Blechwand, Breite der Gurtbleche) freier gewählt werden.
Die Grenzen der Abmessungen werden in der Tragwerksanalyse festgelegt. Dabei müssen Nachweise der Tragsicherheit und der Gebrauchstauglichkeit erbracht werden. Für den Nachweis der Tragsicherheit sind die in der Statik üblichen Grenzzustände zu untersuchen. Dazu gehören die Erschöpfung der Tragwiderstände des Querschnitts und der Verbindungen (Schweißnähte, Schrauben, Nieten) und das Stabilitätsversagen der Bauteile oder Versagen infolge einer Ermüdungsbeanspruchung.
Blechträger können gegenüber Walzträgern oft leichter ausgebildet werden, erfordern jedoch infolge der Verbindungen und der je nach Schlankheit der Bauteile erforderlichen Versteifungselemente (Steifen, Rippen) einen erhöhten Bearbeitungsaufwand.